# Figure Olympia
La competizione Figure Olympia è una competizione internazionale di figure organizzata annualmente dalla Federazione internazionale dei BodyBuilders (International Federation of BodyBuilders o IFBB).

## Storia
La gara si è tenuta per la prima volta nel 2003. 
La vincitrice premiata con il maggior numero di titoli è la statunitense Nicole Wilkins-Lee (4 titoli).

## Vincitrici
| Anno | Vincitrice         |
| ---- | ------------------ |
| 2003 | Davana Medina      |
| 2004 | Davana Medina      |
| 2005 | Davana Medina      |
| 2006 | Jenny Lynn         |
| 2007 | Jenny Lynn         |
| 2008 | Jennifer Gates     |
| 2009 | Nicole Wilkins-Lee |
| 2010 | Erin Stern         |
| 2011 | Nicole Wilkins-Lee |
| 2012 | Erin Stern         |
| 2013 | Nicole Wilkins-Lee |
| 2014 | Nicole Wilkins-Lee |
| 2015 | Latorya Watts      |
| 2016 | Latorya Watts      |
| 2017 | Cydney Gillon      |